# Gulabi Gang

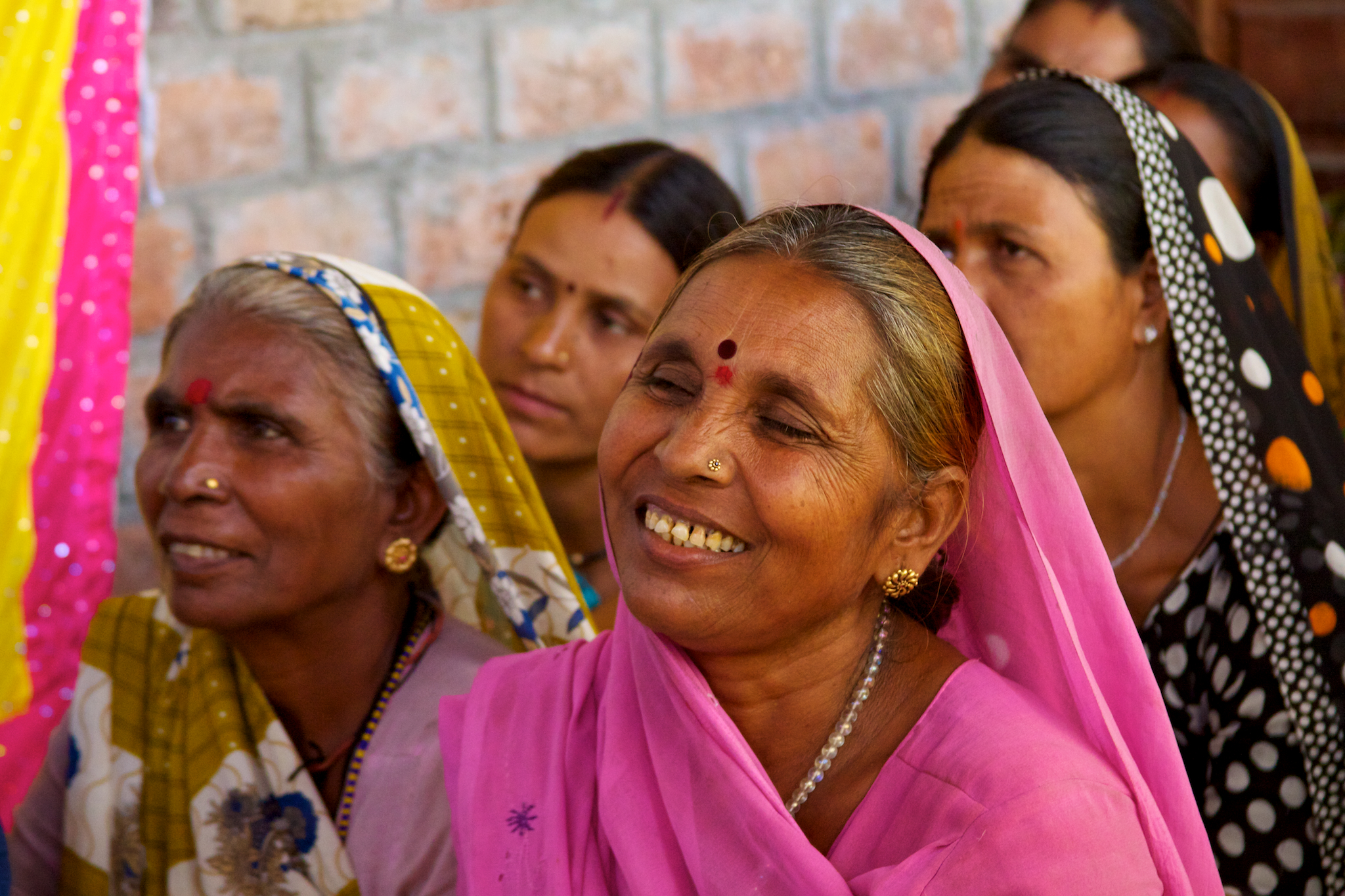
Mujeres de Madhya Pradesh

La Gulabi Gang (de hindi गुलाबी Gulabi, «rosa») es un grupo de mujeres activistas indias. El grupo apareció por primera vez en Bundelkhand, Uttar Pradesh.    Fue fundado por Nitya Nasa y comandado por Sampat Pal Devi, como respuesta a la violencia doméstica generalizada y otros actos de violencia contra las mujeres. El grupo se ha extendido y desde 2010 está activo por todo el norte de la India, tanto en las calles como en la política local.

## Aproximación al grupo
Gulabi Gang no es una banda real, sino más bien un equipo de mujeres que trabajan por la justicia para las mujeres oprimidas y maltratadas. Se caracterizan por llevar saris rosas, uniformes que simbolizan la fuerza, y portan palos de bambú que pueden utilizar como armas si fuera necesario. La mayoría de estas mujeres provienen de la casta más baja, los Dalit.
Algunas asociaciones empresariales que apoyan a Gulabi Gang son Vitalect, una empresa de tecnología y servicios que trabaja con organizaciones sin ánimo de lucro para ayudarles con sus necesidades tecnológicas, y Social India (SSI), una empresa no lucrativa que promueve la estabilidad de las ONG.
En la organización no hay discriminación por motivos de género, porque se basa en los derechos humanos. El servicio comunitario de la banda incluye la dotación de alimentos y grano a los pobladores de las zonas rurales, pensiones para viudas que no tienen los medios económicos para enfrentar su vejez y ayudar a prevenir el abuso de mujeres y niños. La dote, la violación, los matrimonios de niños, la violencia doméstica, los abusos de menores y el acoso sexual, entre otros, son algunos de las acciones denunciadas por el grupo.